# Mikrofon
Mikrofon (eng. microphone) je uređaj za pretvaranje zvuka u mehaničku i potom u električnu energiju (električni signal). Neke se vrste mikrofona pretežno primjenjuju za prijenos govora ili glazbe, a druge u mjerne svrhe (na primjer za mjerenje buke, za akustičku analizu i slično). Naziv mikrofon prvi je upotrijebio C. Wheatstone, a W. Siemens izumio je 1878. elektrodinamički mikrofon s titrajnom zavojnicom (na tom načelu najčešće rade i današnji mikrofoni). Pretvorba zvuka u izmjenični električni napon odvija se u dva koraka: membrana se zvučnim valovima pobuđuje na mehaničko titranje, a ono se s pomoću mehaničko-električnoga pretvornika, spojenoga s membranom, pretvara u električni napon. Prema načinu ugradnje membrane, konstrukciji pretvornika i njegovim svojstvima, razlikuju se pojedini tipovi i izvedbe mikrofona, pa i njihova frekvencijska i usmjerna karakteristika i druge značajke (osjetljivost, izobličenje, impedancija, korisnost, omjer signal/smetnja). Mikrofoni mogu biti tlačni ili gradijentni, što ovisi o tome djeluje li tlak zvučnih valova (takozvani zvučni tlak) na membranu samo s jedne ili s obiju strana, dok se prema tipu pretvornika dijele na ugljene, elektrodinamičke, kristalne, kondenzatorske i druge. Mikrofoni imaju više primjena, primjerice u telefonima, snimačima, radijskim i televizijskim studijima, računalima, VoIP tehnologiji i tako dalje.

## Vrste mikrofona
Riječ mikrofon potječe od engleske riječi microphone (koja pak potječe od dvije grčke riječi - mikros što znači mali, i phone što znači zvuk). Kao izumitelj prvog mikrofona spominje se Emile Berliner, dok je prvi kvalitetniji mikrofon izumio Alexander Graham Bell.

### Ugljeni mikrofon
Thomas Alva Edison je u ožujku 1877. patentirao prvi ugljeni mikrofon, a taj je do pojave elektronskih cijevi bio jedina naprava koja je pretvarala zvuk u električni signal. Koristio se u telekomunikacijama od samih početaka pa sve do osamdesetih godina 20. stoljeća. Prednosti su mu bile jednostavnost, niska cijena, mehanička otpornost i visoka razina izlaznog signala. Međutim, relativno velika nelinearna izobličenja i visok šum onemogućili su mu širu primjenu. Način rada ugljenog mikrofona zasniva se na pojavi promjene električnog otpora zrnaca grafita smještenih u kućište mikrofona. Zbog promjenljivog zvučnog tlaka ispred memebrane mikrofona dolazi do promjene električnog otpora ugljenoga mikrofona i svojevrsne "modulacije" istosmjerne električne struje ovisno o amplitudi zvučnog tlaka. Izmjenična komponenta struje na drugom kraju strujnog kruga uzrokovala je titranje membrane u elektromagnetnoj slušalici koja je na taj način pretvarala električni signal u zvuk.
Ugljeni mikrofon sastoji se od metalne kutije zatvorene membranom i ispunjene ugljenim zrncima. Električni otpor sloja zrnaca ovisi o tlaku kojim membrana tlači zrnca prilikom titranja. Time je, u frekvenciji zvučnih valova, modulirana istosmjerna struja koja teče kroz mikrofon. Trenutačna vrijednost izmjenične komponente induciranoga napona, koji nastaje zbog promjene otpora, ovisi o elongaciji membrane, a ne o frekvenciji. Ugljeni se mikrofon zbog prikladne osjetljivosti koristi u telefoniji, opteretnog električnog otpora 600 Ω.

### Elektrodinamički mikrofon
Elektrodinamički mikrofon radi na principu elektromagnetske indukcije gdje zvučni valovi na pogodan način uzrokuju gibanje titrajne zavojnice ili trake. Otporan je na vlagu, mehanički izdržljiv, zadovoljavajućih prijenosnih karakteristika i relativno jeftin. Izvede li se kao elektrodinamički mikrofon s titrajnom zavojnicom ima zadovoljavajući izlazni napon za neposredan priključak na predpojačalo. Izvede li se, međutim, kao elektrodinamički mikrofon s trakom, izlazni se napon redovito povećava na odgovarajućem mikrofonskom transformatoru sa svrhom postizavanja što boljega odnosa signala i šuma.
U elektrodinamičkom mikrofonu membrana je spojena s titrajnom zavojnicom ili vrpcom. U električnom vodiču, koji je smješten u zračnom rasporu stalnog (permanentnoga) magneta, prilikom titranja membrane inducira se napon koji je upravno razmjeran titrajnoj brzini. Frekvencijska karakteristika titrajne brzine ovisi o faktoru kvalitete titrajnoga sustava. Uz konstantan tlak zvučnih valova dobivena elektromotorna sila mora biti neovisna o frekvenciji, pa i titrajna brzina mora biti konstantna za područje konstantnoga tlaka zvučnih valova.

### Kondenzatorski mikrofon
Kondenzatorski, odnosno elektrostatski mikrofon izrađuje se tako da je membrana mikrofona jedna od ploča električnog kondenzatora izvedenog u obliku kapsule. Kondenzator može biti spojen na dva načina: ako je spojen u istosmjerni električni strujni krug, tada se titranjem membrane mijenja električni kapacitet kondenzatora u električnom strujnom krugu i stvara odgovarajuća izmjenična struju, odnosno izmjenični pad napona na otporniku vrlo velikoga otpora. Ako se pak kondenzator spaja u krug oscilatora dovoljno visoke frekvencije, tada se titranjem membrane mijenja frekvencija oscilatora, te se nakon frekvencijske demodulacije postiže odgovarajući tonski signal. Kondenzatorski mikrofoni proizvode se u širokom spektru namjena, od relativno jeftinih komercijalnih mikrofona pa sve do profesionalnih mikrofona namijenjenih studijskim snimanjima. Jedini im je nedostatak potreba za posebnim izvorom napajanja, no taj nedostatak nadoknađuju svojom kvalitetom. Kondenzatorski mikrofoni izvode se i s dvije membrane koje ostvaruju različite usmjerne karakteristike.
U kondenzatorskom mikrofonu titranjem električki vodljive membrane mijenja se električni kapacitet kondenzatora, a time i izmjenična struja punjenja i pražnjenja kondenzatora, pa ona na radnom otporniku uzrokuje izmjenični pad napona razmjeran (proporcionalan) elongaciji membrane. U kondenzatorskom se mikrofonu uvijek primjenjuje istosmjerni polarizacijski napon, obično između 12 i 200 V. Impedancija je mikrofona kapacitivna i određena je električnim kapacitetom (oko 50 pF). Ako se između elektroda kondenzatorskoga mikrofona stavi unaprijed polarizirani dielektrik, elektret, izbjegava se potreba za polarizirajućim naponom, a kapacitet se povećava desetak puta. Time se dobiva elektretski mikrofon, kojemu su svojstva identična svojstvima kondenzatorskoga mikrofona ili bolja od njih.

### Kristalni mikrofon
Kristalni ili piezoelektrični mikrofon koristi svojstva nekih kristala da pod povećanim tlakom stvaraju električni napon. Robusni su i jeftini, no relativno visoka nelinearna izobličenja i karakterističan frekvencijski odziv ograničili su njihovu uporabu samo na neka područja. U kristalnom mikrofonu električni napon nastaje pri savijanju pločica kristala Seignettove soli (kalijev natrijev tartarat feroelektričnih svojstava) ili nekoga sličnoga piezoelektričnog materijala pod utjecajem tlaka zvučnih valova, a elektromotorna je sila proporcionalna elongaciji membrane. Otporan je na vlagu i povišenu temperaturu, a unutarnji otpor ovisi o električnom kapacitetu, koji iznosi 500 do 4 000 pF.

## Karakteristike mikrofona

### Usmjerna karakteristika mikrofona
Usmjerna karakteristika pokazuje osjetljivost mikrofona u ovisnosti od smjera dolaska zvuka gledano u vodoravnoj ravnini. Razne usmjerne karakteristike postižu se različitim mehaničkim izvedbama mikrofona (zaslonima, apsorpcijskim materijalima i tako dalje) te izvedbom mikrofona s dvije, električki spojene membrane. Usmjerna karakteristika može biti:
- kružna, gdje mikrofon ima jednaku osjetljivost sa svih strana (0 to 360°),
- kardioidna, gdje je osjetljivost mikrofona s prednje strane nešto veća u odnosu na stražnju,
- hiperkardioidna, gdje je osjetljivost sa stražnje strane još više umanjena,
- u obliku "osmice" gdje je osjetljivost mikrofona jednaka s prednje i stražnje strane, ali je umanjena s bočnih strana.

### Nelinearna izobličenja
Podatak o visini ukupnih nelinearnih izobličenja (THD, eng. total harmonic distortion) daje se uz podatak o maksimalnom zvučnom tlaku koji je karakterističan za takvo nelinearno izbličenje. Na primjer, podatak: "142 dB SPL ("sound pressure level")  THD < 0,5%" odnosi se na zvučni tlak od 142 dB iznad praga čujnosti pri čemu će ukupna nelinearna izobličenja biti manja od 0,5%.

### Dinamički opseg mikrofona
Dinamički opseg mikrofona daje podatak o razlici maksimalnoga zvučnoga tlaka i praga šuma te na izvjestan način govori znatno manje o mikrofonu u odnosu na podatak o maksimalnom tlaku za određenu razinu nelinearnih izobličenja i o razini unutarnjeg šuma mikrofona izraženoj u decibelima u odnosu na prag čujnosti.

### Osjetljivost mikrofona
Osjetljivost mikrofona govori o izlaznom naponu mikrofona u odnosu na odgovarajući zvučni tlak ispred mikrofona, a na određenoj udaljenosti ispred mikrofona (1 m). Mikrofon s većom osjetljivosti imat će veći izlazni napon za isti zvučni tlak te će se moći priključiti na pojačalo s manjim pojačanjem. Izražava se u mV/Pa (milivolta/pascalu) pri frekvenciji zvučnog vala od 1 kHz. Nešto stariji način je izražavanje osjetljivosti u dB, a u odnosu na referentnu osjetljivost od 1V/Pa. Osjetljivost mikrofona od -60 dB je u tom smislu veća od osjetljivosti mikrofona od -70 dB.

### Impedancija mikrofona
Dinamički mikrofoni s unutarnjom impedancijom manjom od 600 oma smatraju se mikrofonima s malom unutarnjom (izlaznom) impedancijom, od 600 do otprilike 10 000 oma mikrofonima sa srednjom impedancijom, a mikrofone s impedancijom većom od 10 000 oma smatramo mikrofonima s visokom unutarnjom impedancijom. Mikrofoni s niskom izlaznom impedancijom koriste se u uvjetima gdje su spojni vodovi između mikrofona i ulaznog stupnja pojačala relativno vrlo dugi. U tom slučaju koristi se redovito simetrični priključak mikrofona na pojačalo. Mikrofoni s visokom izlaznom impedancijom priključuju se na pojačalo znatno kraćim vodovima (nekoliko metara) i tada se redovito koristi asimetričan priključak mikrofona na pojačalo.

### Prijenosni frekvencijski opseg
Prijenosni frekvencijski opseg se u kvalitetnijih mikrofona prikazuje grafički, odgovarajućom prijenosnom amplitudnom frekvencijskom karakteristikom u području od 20 Hz do 20 kHz, a za zvuk koji dolazi s prednje strane mikrofona. Frekvencijski opseg jeftinijih mikrofona može se dati i kao podatak: "30 Hz–16 kHz ±3 dB", gdje proizvođač garantira da amplitudna frekvencijska karakteristika u području od 30 Hz do 16 kHz ne odstupa više od ±3 dB od neke srednje vrijednosti amplitude.

## Vanjske poveznice

### Sestrinski projekti
|  | Zajednički poslužitelj ima još gradiva o temi Mikrofoni |

### Mrežna sjedišta
- www.fer.unizg.hr – Mikrofoni  Arhivirana inačica izvorne stranice od 3. svibnja 2015. (Wayback Machine)
- users.belgacom.net – History of the Microphone  Arhivirana inačica izvorne stranice od 23. kolovoza 2010. (Wayback Machine) (povijest mikrofona) (engl.)
- www.sengpielaudio.com – Microphone sensitivity and conversion (engl.) (njem.)
- www.ingwu.de – Jörg Wuttke: Mikrofonaufsätze  Arhivirana inačica izvorne stranice od 17. travnja 2015. (Wayback Machine) (njem.) (fr.) (engl.)
- www.coutant.org – Microphones (stariji modeli mikrofona) (engl.)
- echoschall.de (razni modeli mikrofona) (njem.) (engl.)